# Euphorbia pseudoglobosa
Euphorbia pseudoglobosa är en törelväxtart som beskrevs av Hermann Wilhelm Rudolf Marloth. Euphorbia pseudoglobosa ingår i släktet törlar, och familjen törelväxter. Inga underarter finns listade i Catalogue of Life.

## Bildgalleri

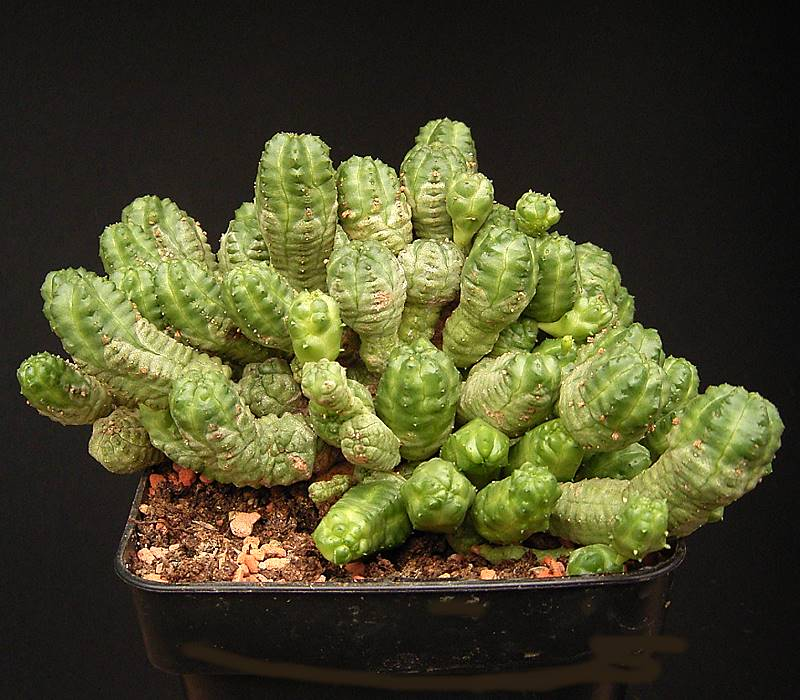